# Superfast III
La Superfast III è un traghetto passeggeri appartenente alla compagnia di navigazione greca Superfast Ferries.

## Servizio
Varata nel 2000 in Svezia con il nome di Kriti III, richiamante le origini cretesi della compagnia di navigazione, fu successivamente ribattezzata Olympic Champion per via dell'enorme entusiasmo suscitato in Grecia dalle Olimpiadi di Atene del 2004. Inizialmente impiegata nei collegamenti con Creta, nel 2001 fu immessa insieme alla gemella Hellenic Spirit sulla linea Ancona - Igoumenitsa - Patrasso, venendo occasionalmente destinata nel periodo invernale a collegamenti tra il Pireo e Chania.
Nel febbraio 2011 la nave fu utilizzata, insieme alla gemella Hellenic Spirit, per evacuare cittadini cinesi, vietnamiti e bengalesi dalla Libia. Successivamente la nave fu impiegata stabilmente nei collegamenti tra Creta e il Pireo.

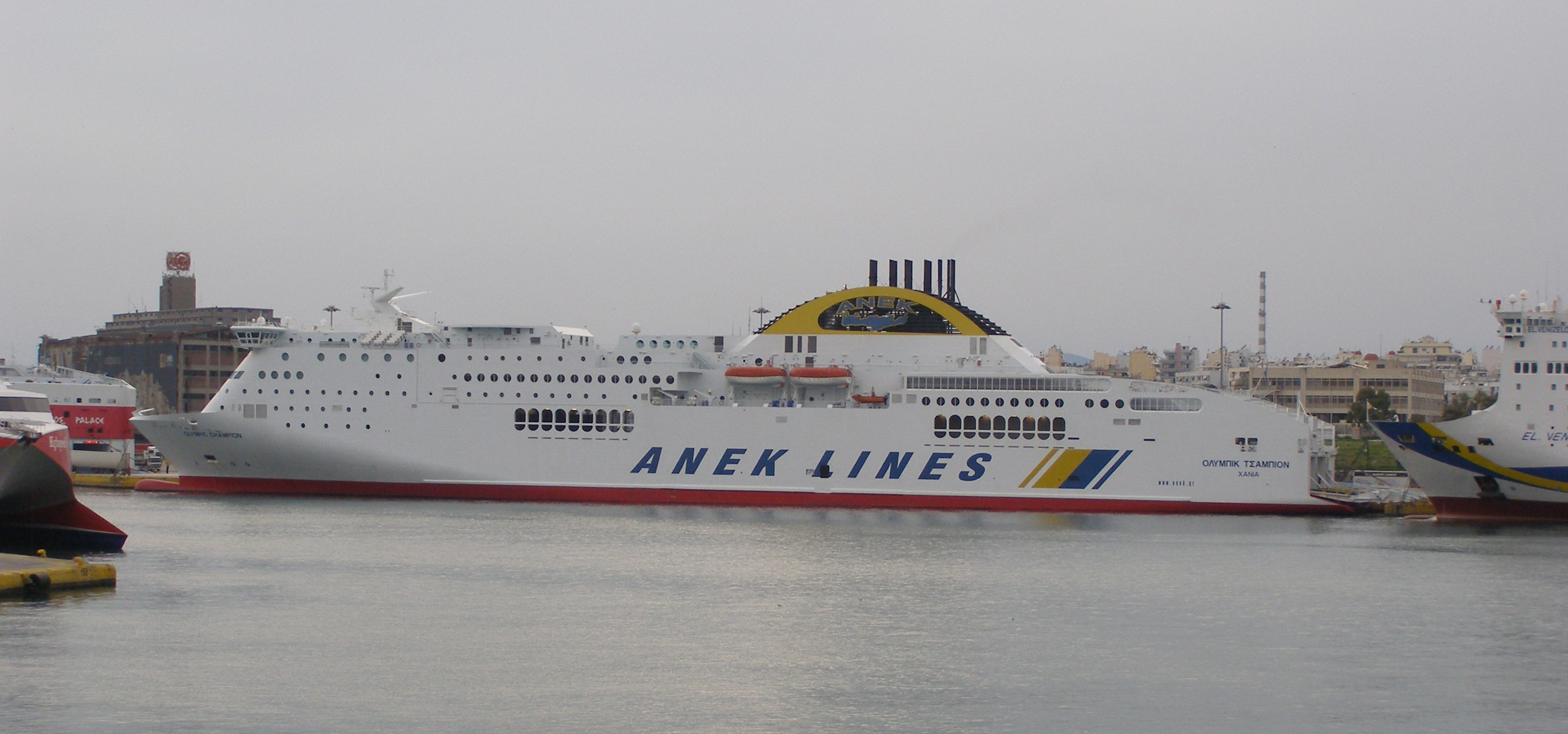
L'allora Olympic Champion al Pireo nel 2013.

Nel 2024, in seguito all'acquisizione di Anek Lines da parte dell'Attica Group, il traghetto ha cambiato nome e livrea passando a Superfast e diventando Superfast III. Stesso destino seguirà la gemella Hellenic Spirit.
Oggi opera regolarmente sulla linea Ancona - Igoumenitsa - Patrasso.

## Navi gemelle
- Superfast IV (ex Hellenic Spirit)